# جبال مدين
جبال مَدْيَن، هي جبال جرانيتية تمثل القسم الشمالي من المرتفعات الغربية في المملكة العربية السعودية، كانت موطن نبي الله شعيب وقوم مدين حيث تتخذ هذه الجبال شكلاً مثلثاً يقع رأسه شمال جبل مبارك بالقرب من مدينة العقبة بالأردن، بينما قاعدته تتجه نحو جنوب المنطقة ويفصل وادي عفال جبال مدين إلى قسمين الشرقي منها يسمى جبال الشفا، أما الغربي فيسمى جبال الرغامة. وتمتد إلى الشمال من دائرة عرض 28ْ شمالاً، تبدأ من حقل إلى أن تتصل بجبال الحجاز الشمالية، مثل شار والدبغ التي تعد امتدادًا طبيعيًا لجبال الحجاز، وكونت جبال مدين أودية خصبة تصب في البحر الأحمر، كما كان بها استيطان وتحضر بشري منذ القدم، منها بلدة مدين في وادي عفال وهي التي وردت في القرآن الكريم، وأودية عينونة وشرمة ودامة وغيرها. وتحتوي على بعض السلاسل الجبلية المعقدة والقمم الجبلية العالية التي يزيد ارتفاع بعضها عن 2000 و 2500م فوق مستوى سطح البحر.